# 学习向量量化
在计算机科学中，学习向量量化（Learning Vector Quantization，LVQ）是一种基于原型的监督学习统计分类算法。 LVQ是向量量化的监督版本。

## 简介
LVQ是一种特殊的人工神经网络，更精确地说，它应用了贏者全取，基于赫布理论。 
LVQ 在分类文本文档的时候非常有帮助。